# Ulisses Bezerra Potiguar
Ulisses Bezerra Potiguar (Parelhas, 16 de janeiro de 1926 — Natal, 15 de março de 2009) foi um agropecuarista, médico e político brasileiro com atuação no Rio Grande do Norte.

## Biografia
Filho de Arnaldo Bezerra de Albuquerque e de Nair Bezerra. Graduado em Medicina pela Universidade Federal de Pernambuco em 1951, atuava também como agricultor e pecuarista até imiscuir-se na atividade política pelo antigo PSD elegendo-se vereador em Parelhas em 1954 e suplente de deputado estadual em 1958 e deputado estadual em 1962, sendo de sua autoria a lei que criou o município de Santana do Seridó. Com o advento do bipartidarismo após o Golpe Militar de 1964 ingressou na ARENA e foi reeleito em 1966. Presidente do Instituto de Previdência do Estado (IPE) disputou três eleições para deputado federal ficando como suplente em 1970, foi eleito em 1974 e novamente suplente em 1978.
Conselheiro e depois presidente do Tribunal de Contas do Estado, retornou à política após o falecimento do deputado Djalma Marinho sendo efetivado deputado federal em 1981, porém um mandado de segurança impetrado por Ronaldo Ferreira Dias ocasionou sua saída da Câmara dos Deputados. Ulisses Potiguar disputou sua única eleição pelo PDS em 1982 como candidato a senador por uma sublegenda do partido governista e ao final do pleito foi realocado como primeiro suplente do senador Carlos Alberto até que em 1988 foi eleito vice-prefeito de Parelhas pelo PFL neste que foi seu último cargo político. Posteriormente filiou-se ao DEM.